# Skuldsaneringslagen
Sveriges skuldsaneringslag (2006:548) är den lag som anger under vilka villkor som en fysisk person kan få ekonomiskt bistånd för att minska sin personliga skuldsättning. Kronofogdemyndigheten är den instans som ska pröva om en person kan få skuldsanering. 

## Bakgrund och huvuddrag
Föregångaren till den aktuella skuldsaneringslagen från 2006 är lagen från 1994 med samma namn. Den tillkom efter en period då de svenska hushållens skuldsättning ökat markant efter kreditavregleringen vid mitten av 1980-talet. I slutet av 1980-talet och början av 1990-talet förvärrades situationen genom värdenedgången på fastighetsmarknaden och av ökad arbetslöshet. Allt fler privatpersoner, men också näringsidkare, hade bland annat av dessa anledningar hamnat i en ohållbar skuldsituation.
I den nya lagen är skuldsaneringsförfarandet koncentrerat till Kronofogdemyndigheten. 

## Villkor för att beviljas skuldsanering
- Personen är en fysisk person.
- Personen är folkbokförd i Sverige.
- Personen är så svårt skuldsatt att han eller hon inte kan anses kunna betala sina skulder inom överskådlig tid.
- Det anses skäligt med hänsyn till personens ekonomiska och personliga förhållanden. Bland annat ska då beaktas hur skulderna har uppkommit och hur gamla de är, vilken sorts skulder det rör sig om, vilka ansträngningar personen har gjort för att betala dem, samt på vilket sätt personen medverkar till att få till stånd en skuldsanering.
- Personen får inte ha näringsförbud.
- Om personen bedriver näringsverksamhet, får den bara stå för en liten del av personens inkomster och andel av total arbetstid.
- Personen får i princip inte ha skuldsanerats tidigare.

### Webbkällor
- ”Skuldsanering”. http://www.kronofogden.se/4.4bf45f331098492fe0e80001212.html. Läst 25 maj 2008. Text hos Kronofogdenmyndigheten.
- Skuldsaneringslag (SFS 2006:548) (lagen.nu).